# Gazgolder
Gazgolder (ou Creative Association Gazgolder ; russe : Газгольдер) est un label discographique russe, une association, un centre de production et une agence de production et de gestion d'artistes. Il produit de la musique, des vidéos et des films, organise des concerts, des festivals,, des spectacles, des expositions et d'autres événements culturels. Les propriétaires sont Vasily Vakulenko et Evgeny Antimoniy,,.

## Histoire
En 2007, Basta devient copropriétaire du label discographique Gazgolder. En février 2014, le rappeur Scriptonite rejoint le label. Le 24 avril 2014 sort un long-métrage intitulé Gazgolder, qui recueille 37 millions de roubles dès la première semaine de projection.
En février 2016, le club Gazgolder accueille une projection privée du film Ке-ды du réalisateur Sergei Solovyov, dans lequel Vakulenko est représenté en officier militaire. En septembre 2016, le chanteur Tati quitte Gazgolder et entame une carrière solo.
Le festival suivant, Gazgolder Live, a lieu le 21 juillet 2017. Le festival présentait non seulement les membres du label Basta, Smoky Mo, Scriptonite, T-Fest, Slovetsky & Sasha Chest, mais aussi ATL, Husky, MiyaGi ; Endshpiel, Jillzay et Cvpellv. Le 11 août 2017, les nouveaux membres de Gazgolder sont révélés dans la vidéo YouTube Айловаю - le groupe MODI de Nizhny Novgorod. Leur travail combine la trap-soul, le funk, le RnB, le hip-hop, la pop et la new wave. À la fin de l'année, un autre chanteur, Matrang, rejoint l'association. 